# Авигад, Гад
Гад Авигад (родился 30 апреля 1930 г.) — профессор биохимии, лауреат Премии Израиля в области точных наук в 1957 году.
Авигад родился в 1930 году в Иерусалиме. В возрасте 17 лет он поступил на службу в Пальмах, прошёл обучение в Кфар-Блюм и служил в роте С третьего батальона бригады Йифтах. В 1949—1951 годах он был одним из основателей кибуца Цора.
Он учился в Еврейском университете и в 1958 году защитил докторскую диссертацию. Будучи учеником Шломо Хестрина, Авигад участвовал в исследованиях по синтезу аналогичных материалов для сахарозы, за что они вместе получили премию Израиля в области точных наук.
Авигад был адъюнкт-профессором биохимии в Еврейском университете, а в 1970 году уехал в США и преподавал в Медицинской школе Роберта Вуда Джонстона в Нью-Джерси.
В настоящее время Авигад проживает в Нью-Йорке.